# Sveti Kazimir
Sveti Kazimir (polj.: Kazimierz, litv.: Kazimieras; Krakov, 3. oktobar 1458. – Grodno, 4. mart 1484), prestolonaslednik Kraljevine Poljske i Velikog Vojvodstva Litve i poljski svetac Rimokatoličke Crkve.

## Biografija
Rodio se 5. oktobra 1458. na kraljevskom dvoru u Krakovu. Bio je treće dete Kazimira IV Jagelovića i Elizabete, koja je dolazila iz kuće Habsburgovaca. 1471. godine, sa samo 13 godina, izabran je na hrvatsko-ugarsko prestolu. Na taj presto nije nikad stupio jer je u međuvremenu taj presto zauzeo Matija Korvin. Godine 1481. odbija ženidbu s jednom kćerkom cara Fridrika III te se odlučuje za devičanstvo i posvećeni život.
Oboleo je od tuberkuloze i preminuo 4. marta 1484., u litvanskom gradu Grodnu. Papa Lav X  ga je proglasio svetim 7. novembra 1602. godine. Papa Pio XII. proglasio ga je je posebnim zaštitnikom mladih. Zaštitnik je Litve, Poljske, mladih, kraljeva, prinčeva, samaca i neženja.